# 파스 베가
파스 베가(스페인어: Paz Vega, 1976년 1월 2일 ~ )는 스페인의 배우이다.

## 출연 작품

### 영화
- 앤드 오브 워 - 엘레나 역
- 실종자 - 아마야 역
- 헨리 르페이의 여섯 부인들
- 버닝 팜스
- 발라자스카
- 캣 런 - 카탈리나 역
- 아임 소 익사이티드 - 알바 역
- 에스펙트로
- 그레이스 오브 모나코 - 마리아 칼라스 역
- 킬 더 메신저 - 코랄 바카 역
- 살인 퍼즐
- 로드 투 로마 - 줄리아 역
- 어 폴 프롬 그레이스 - 리즈베스 역
- 제수위트
- 뷰티풀 & 트위스티드 - 너시 역
- 엠퍼러
- 더 리벤지 - 알마 역
- 더 브라
- 람보 : 라스트 워 - 카르멘 델가도 역

### 드라마
- OA (넷플릭스)